# Musique de la Légion étrangère
La musique de la Légion étrangère (MLE), autrefois appelée « Musique principale de la Légion étrangère » est une formation musicale de l'armée française composée de légionnaires.
Ceux-ci, français sous identité déclarée ou étrangers, musiciens ou non, s'engagent dans les rangs de la Légion et y reçoivent tout d'abord une formation militaire au 4e régiment étranger puis sont affectés, soit en régiment des forces, soit au 1er régiment étranger.

## Historique

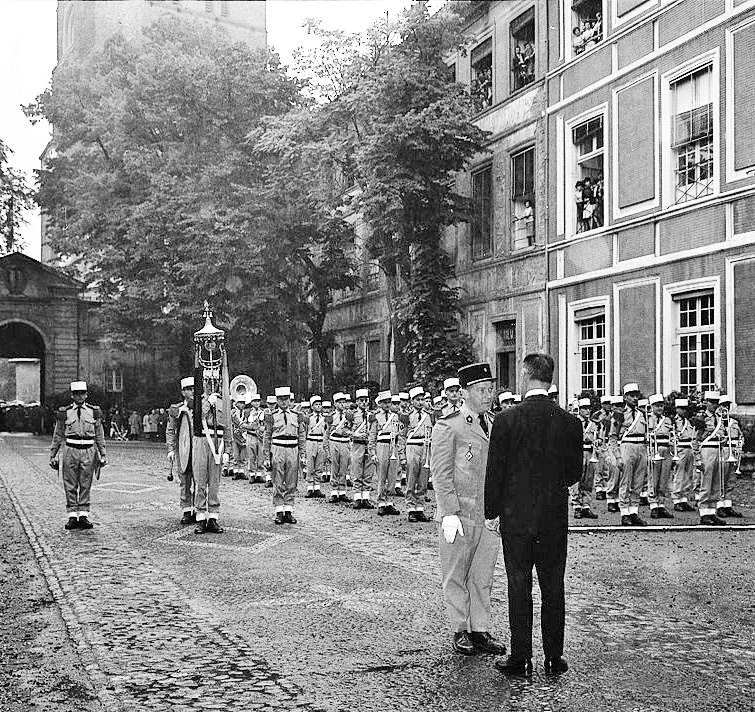
La Musique en 1965 à Toulouse.

Dès 1831, date de création de la Légion étrangère, les légionnaires musiciens sont regroupés au sein d'une formation commune.
À cette date, le nombre de musiciens est réglementé par les habitudes militaires de l'époque, soit un chef, un sous-chef et vingt-sept exécutants.
Il faut de nombreuses années de travail soutenu et d'efforts persistants pour la mettre en état de se produire dignement. Mais le légionnaire vient souvent des régions d'Europe où la musique est reine. Et, bientôt, malgré la modicité de ses moyens d'existence, la Musique de la Légion se fait remarquer par ses qualités musicales.
Vers 1860, le nombre des exécutants atteint le chiffre de 40 musiciens. La Musique est alors dirigée par Monsieur Wilhelm qui compose, à partir des 16 mesures imposées aux régiments français la marche de la Légion étrangère, le célèbre Boudin.
À la fin de l'année 1887, est créé un orchestre à cordes. Des arrangements sur des thèmes populaires, des airs d'opéras connus composent tout d'abord son répertoire.
À la déclaration de la guerre, en 1914, la Musique est dissoute et ses légionnaires sont versés dans les unités de combat afin de grossir les rangs des troupes combattantes. Mais dès la paix revenue, elle est reconstituée.
L'harmonie et l'orchestre symphonique connaissent alors un essor sans cesse grandissant. Leur répertoire est très étendu, les prestations variées et les occasions de se produire nombreuses. La batterie, avec ses fifres, trompes et trompettes de cavalerie, est une des plus complètes de l'époque. C'est l'âge d'or de la Musique.
En 1940, la Musique est à nouveau démantelée pour participer à l'effort de guerre. Elle renaît de nouveau en 1946, mais l'orchestre à cordes n'existe plus. L'harmonie en revanche reste prestigieuse.
En 1962, la Musique quitte Sidi-bel-Abbès et vient prendre garnison avec le 1er régiment étranger à Aubagne où elle se trouve aujourd'hui encore.
Depuis 1999, dans le cadre des restructurations de l'Armée de terre, elle a perdu son titre de Musique principale et a vu ses effectifs passer d'une centaine d'exécutants à cinquante-cinq seulement.

## Particularités
La Musique de la Légion étrangère a conservé l'usage de certains instruments, aujourd'hui disparus dans les autres formations musicales militaires.
Outre ses instruments, la Musique de la Légion se distingue des autres formations musicales de l'Armée française par le rythme particulier de ses marches. La Légion défile à 88 pas par minute contre 116 pas par minute pour les autres unités. C'est ce rythme lent qui vaut à la Légion de clore les défilés militaires.

### Fifres
Instrument d'origine suisse, apparu en France sous Louis XI, le fifre servait, jusqu'à la Révolution, avec le tambour, à indiquer les signaux sur les champs de bataille et à rythmer les marches.
Il tomba ensuite en désuétude et ne fut plus conservé que par quelques unités comme la Garde impériale ou la Garde suisse. La Légion étrangère, en conservant cet instrument aux sonorités particulières, a su préserver le répertoire pour fifres, joué indifféremment avec des fifres traditionnels ou avec leurs équivalents modernes, les flûtes piccolos.

### Chapeau chinois
Le chapeau chinois, pavillon de cuivre garni de clochettes, surmonté de la grenade à sept flammes, est d'origine ottomane (mais sans doute ceux-ci l'ont-ils emprunté aux musiques d'Extrême-Orient).
Progressivement abandonné au cours du XIXe siècle par la plupart des musiques militaires, il a été conservé par la Légion qui l'a alors orné de queues de cheval. Leur présence trouve son origine dans une vieille coutume ottomane adoptée par les régiments d'Afrique : la queue du cheval tué sous le guerrier était un témoignage de courage. Exposée devant la tente du chef, elle devenait le symbole du commandement.
À l'occasion du renouveau des traditions au sein des unités de l'Armée de terre, le chapeau chinois a récemment été remis en service dans la musique des spahis ainsi que celle des tirailleurs.

### Tambour
Depuis les années 1925-1930, la batterie présente également la caractéristique de porter le tambour bas, le cercle inférieur se trouvant à hauteur des genoux. Ce port facilite ainsi la cadence lente des marches. Les tambours portent l'inscription Legio Patria Nostra, (la légion est notre patrie).

### Le pas
En 1830, le Régiment d'Hohenlohe, ancêtre de la Légion étrangère, défilait à cadence lente. C'est probablement cette tradition qui a été conservée par la Légion, la cadence ayant été fixée à 88 pas à la minute (elle est de 116 pas à la minute dans le reste de l'armée française).

### Le Boudin

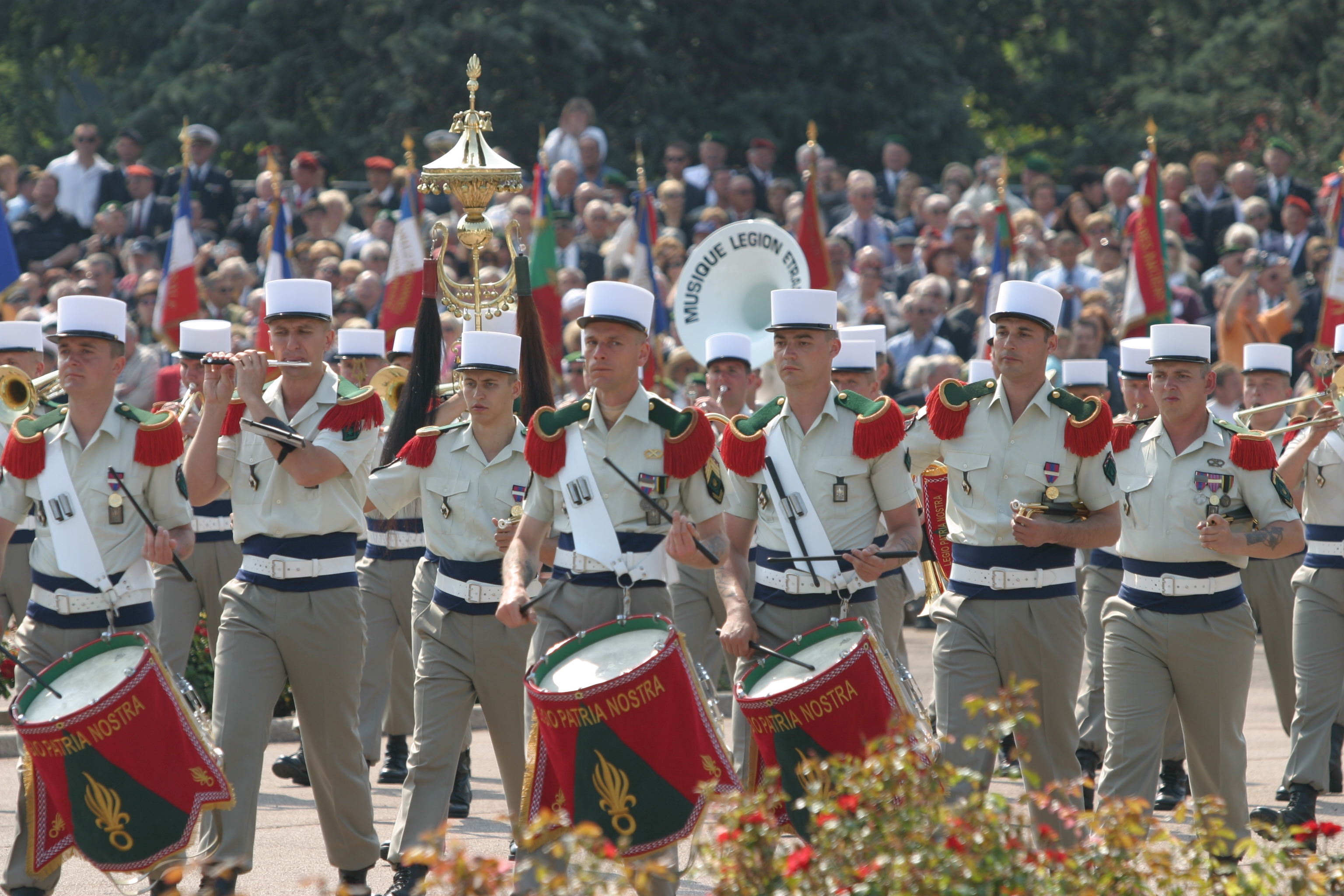
Défilé de la cérémonie commémorative du combat de Camerone 2007 à Aubagne.

Les origines du mot, comme celles du célèbre refrain, sont assez mal connues. Il s'agirait du rouleau de la toile de tente, roulé et fixé sur le sac et que l'on appelait volontiers boudin. C'est, peu de temps avant le départ du régiment étranger pour le Mexique, que monsieur Wilhem, chef de musique, composa cette marche qui est devenue la marche de la Légion étrangère.
Les paroles actuelles ont probablement été adoptées vers 1870, alors que le roi des Belges avait demandé que ses sujets ne combattent pas en France et que de nombreux Alsaciens et Lorrains s'engageaient à la Légion.

## Composition
La batterie se compose de 18 musiciens. Elle est commandée par le tambour-major et comprend les tambours, les caisses claires, les cymbales, la grosse caisse, les clairons et trompettes de cavalerie et enfin les fifres.
L'harmonie, comprend, elle, 32 musiciens et est dirigée par le sous-chef de musique, avec les clarinettes, les saxophones, les trompettes et cors d'harmonie, les trombones, les contrebasses, les barytons et les soubassophones.
Au total, la Musique compte 55 personnels défilant (18 de la batterie, 32 de l'harmonie plus le chef de musique).

## Recrutement - formation
Lors du recrutement des légionnaires, ceux qui ont déjà été musiciens passent une audition lors de la sélection. À ce moment, il est décidé si, à la fin de leur instruction, ils iront en régiment des forces ou viendront servir directement à la MLE.
Par ailleurs, chaque régiment dispose, pour ses propres cérémonies et sonneries officielles de clairons ou trompettes. Ceux-ci, au cours de leur carrière peuvent être amenés à servir au sein de la MLE.
La particularité du recrutement de la Légion étrangère fait que certains de ses musiciens ont étudié parfois dans les meilleurs conservatoires du monde ou se sont déjà produits sur de grandes scènes internationales.
Pour la formation, les légionnaires suivent le cursus des formations musicales de l'armée française. Ils ont des cours, dispensés au quartier ou en ville, par des professeurs civils du conservatoire de Marseille.
A noter que les anciens légionnaires musiciens se sont regroupés au sein d'une association amicale pour perpétuer leur engagement et continuent à se produire.

## Liens externes

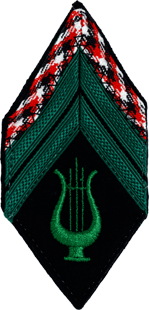
Insigne de manche d'un caporal de la Musique de la Légion étrangère (batterie).

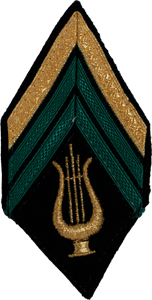
Insigne de manche d'un caporal-chef de la Légion étrangère (harmonie).